# Werneckiella equi
Werneckiella equi är en insektsart som först beskrevs av Henry Denny 1842.  Werneckiella equi ingår i släktet Werneckiella och familjen pälslöss. Inga underarter finns listade i Catalogue of Life.